# Kurtek mniejszy
Kurtek mniejszy (Molorchus minor) – gatunek chrząszcza z rodziny kózkowatych. 
Długość 0,6-1,6 cm, cechy charakterystyczne: skrócone pokrywy skrzydłowe i wyraźnie zgrubiałe uda. Występuje w Europie Środkowej, Europie Północnej i na Syberii, w lasach mieszanych. Postacie dojrzałe spotyka się od maja do lipca na kwiatach lub drzewach żywicielskich. Chrząszcz pospolity i liczny. Larwy żywią się łykiem, dorosłe chrząszcze pyłkiem.

## Rozród
Larwy wygryzają chodniki pod korą (naruszając biel) uszkodzonych lub ściętych gałęzi świerka. Przepoczwarczają się w hakowatego kształtu chodniku w drewnie. Świeżo przeobrażone chrząszcze zimują w komorze poczwarkowej.